# Tingatinga

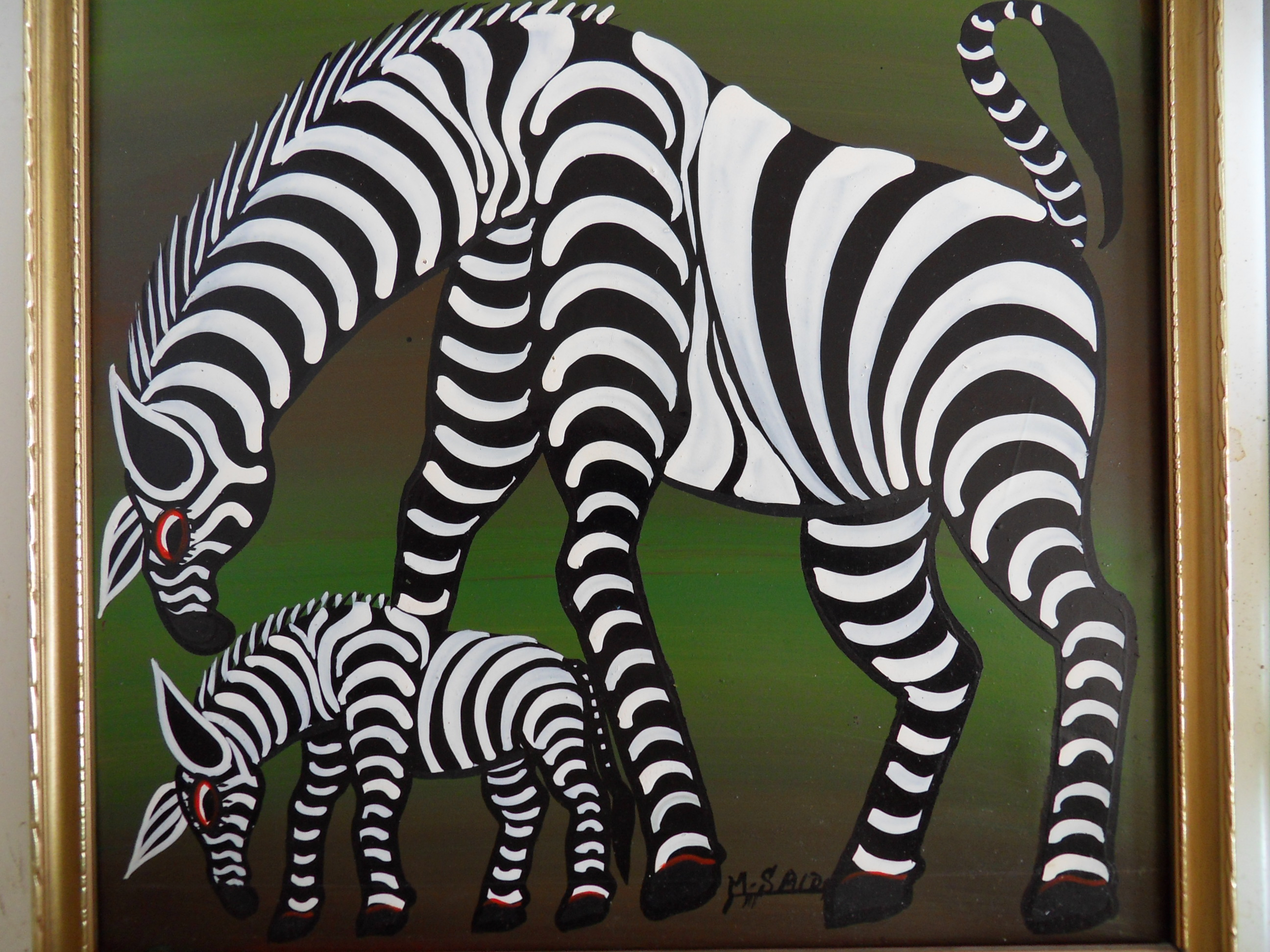
Punda Milia Baba na Mama - peinture dans le style Tingatinga par Rubuni Rashidi Sais (2021).

Le Tingatinga (également orthographié Tinga-tinga ou Tinga Tinga) est  une école de peinture tanzanienne contemporaine qui s'est développée dans la seconde moitié du XXe siècle dans la région d'Oyster Bay à Dar es Salam et s'est ensuite étendu à la plupart des pays d'Afrique de l'Est. Tingatinga est l'une des formes les plus largement représentées de peintures touristiques en Tanzanie, au Kenya et dans les pays voisins. Le genre porte le nom de son fondateur, le peintre tanzanien Eduardo Saidi Tingatinga, dans les années 1960. Sur bois ou sur toile, les peintures, exemples contemporains d'horror vacui, représentent le plus souvent des animaux sur un fond monochrome parfois agrémenté de motifs ornementaux. Les couleurs sont utilisées pures, sans dilution ni mélange. L'emploi d'émaux donne un rendu brillant et glacé à l'ensemble.
Le Tingatinga est traditionnellement exécuté sur de l'isorel, en utilisant plusieurs couches de peinture pour vélo, ce qui donne des couleurs brillantes et très saturées. De nombreux éléments du style sont liés aux exigences du marché touristique ; par exemple, les peintures sont généralement petites afin qu'elles puissent être facilement transportées, et les sujets sont destinés à plaire aux Européens et aux Américains (par exemple, les Big five (chasse) et autres animaux sauvages). En ce sens, les peintures Tingatinga peuvent être considérées comme une forme de « peinture d'aéroport ». Les dessins eux-mêmes peuvent être décrits comme à la fois naïfs et caricaturaux ; l'humour et le sarcasme y sont souvent explicites.

## Histoire

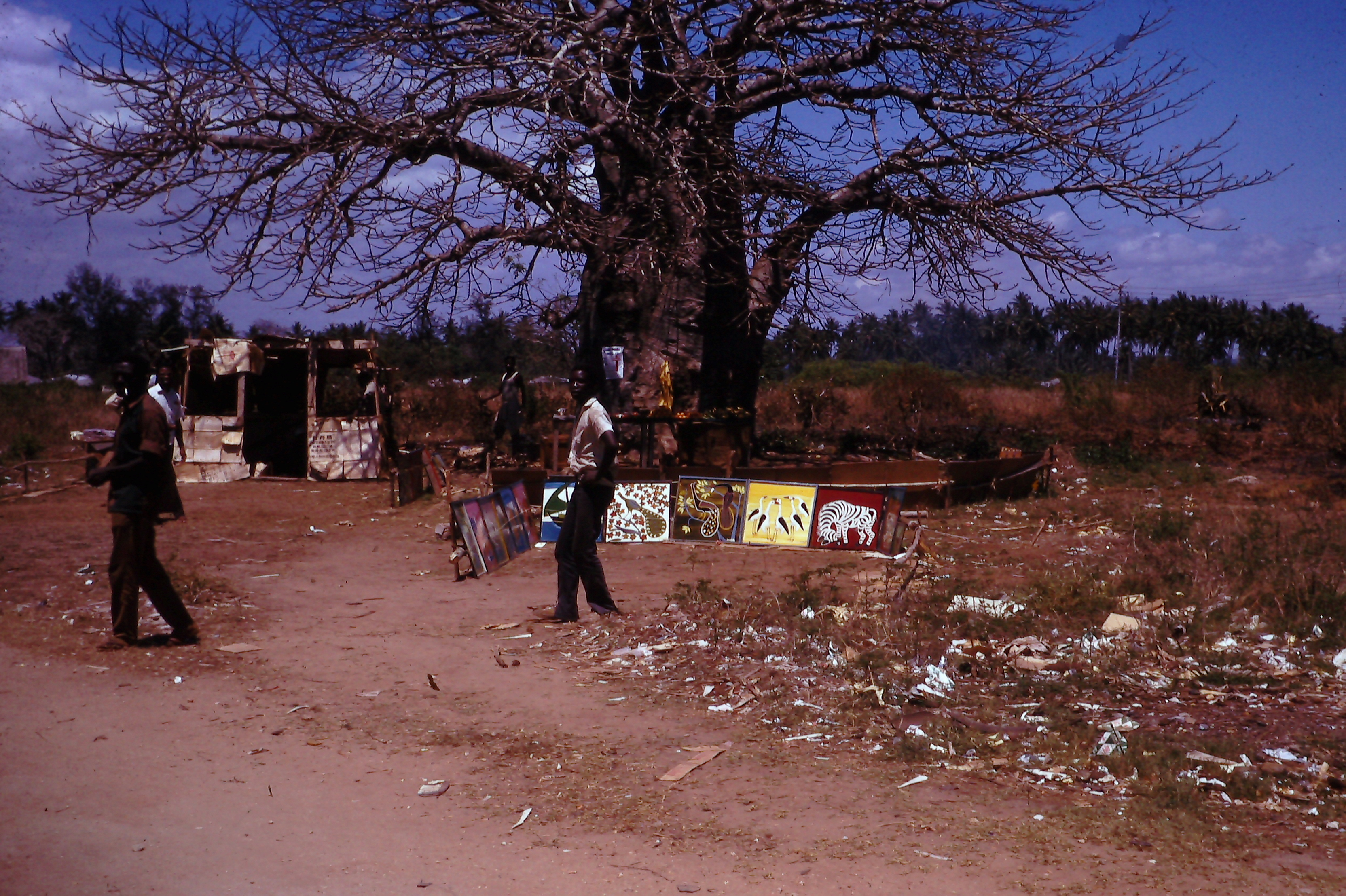
L'école de peinture Tingatinga a vendu ses œuvres à Oyster Bay, Dar es Salaam. Photo de 1973.

### Edward Tingatinga
Edward Tingatinga a commencé à peindre vers 1968 en Tanzanie (Dar es Salaam). Alors chômeur, il utilisait de la peinture pour vélo pour peindre des animaux, des plantes et des scènes de village sur des plaques de presse carrées, d'où le format carré typique des premières années qui résultait de l'intention d'utiliser pleinement les dimensions standard de ces plaques. Il utilisait des matériaux à faible coût tels que l'isorel et la peinture pour vélo, et a attiré l'attention des touristes pour son style coloré, à la fois naïf et surréaliste.
Les agents de développement scandinaves découvrirent les œuvres de Tingatinga à la fin des années 1960 et, au début des années 1970, ont organisé une vaste exposition de ses œuvres en coopération avec les autorités responsables (National Development Corp., National Arts Company) lors d'une foire commerciale internationale qui a eu lieu pour la première fois à Dar es Salaam en 1971, ce qui a aidé cette forme d'art à percer et a assuré Tingatinga d'un revenu sûr. Tingatinga a pu signer un contrat avec la National Development Corporation avec l'obligation de livrer des peintures chaque semaine à un prix fixe bien supérieur au prix du marché à l'époque. Les peintures de Tingatinga, parfois qualifiés de « peinture carrée ou vernie », issues d’une réflexion mûrie lentement, devinrent acceptables et atteignirent des prix de plus en plus élevés.
Après les premiers succès commerciaux rentables, les premiers étudiants ont rejoint Tingatinga. Au départ, il s'agissait de son frère cadet Simon Mpata, de son cousin Kasper Henrick Tedo et du fils d'un cousin Ajaba Abdallah, tous issus de la même tribu Makua et des parents proches. Ils ont bientôt été rejoints par Janvier John Linda et Adeusi Mandu Matambwe, tous deux de la tribu Makondé à laquelle appartenait la femme de Tingatinga, Agatha. Ces cinq premiers étudiants forment la « première génération de peintres Tingatinga ». Omari Amonde est le seul autre étudiant que Tingatinga a accepté par la suite.

### «Tingatinga Partnership»

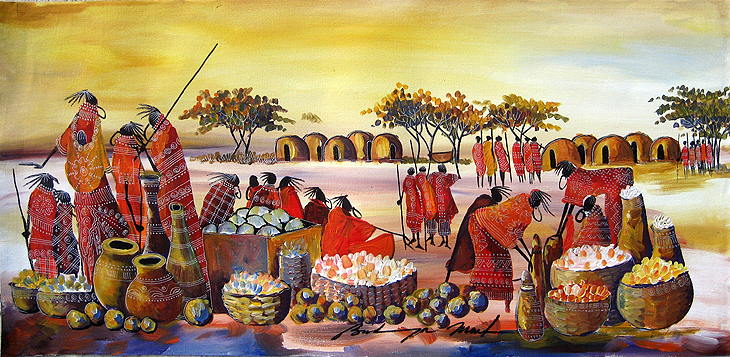
Bulinya, Marché Maasai.

À la mort de Tingatinga en 1972, accidentellement abattu par une patrouille de police, son style était si populaire qu'il avait déclenché un large mouvement d'imitateurs et d'adeptes, parfois appelé de manière informelle « l'école Tingatinga ». Ses parents et amis ont veillé à ce que l'œuvre de Tingatinga devienne une réalité culturelle après la mort soudaine de son fondateur.
La première génération d'artistes de l'école Tingatinga a essentiellement reproduit les œuvres du fondateur de l'école. Après la mort de Tingatinga, le groupe a décidé de prendre d'autres peintres comme étudiants. Les peintres de cette « première génération » sont devenus les maîtres de la « deuxième génération de peintres tingatinga ». Simon Mpata, qui n'était pas d'accord avec l'expansion du groupe, a quitté Dar es Salaam et s'est rendu à Nairobi, au Kenya.
Cette deuxième génération de peintres a décidé de travailler et de se produire en groupe, et de se retrouver quotidiennement sous le baobab près des magasins Morogoro pour peindre et vendre, ce qui a attiré plus d'attention. Afin de renforcer la cohésion, Salum Mussa (« Mzee Lumumba »), également un parent de Tingatinga, a milité pour la mise en place d'un « partenariat » officiel et s'est engagé à le maintenir. Ses six disciples directs Ajaba Abdallah Mtalia, Adeusi Mandu, January Linda, Casper Tedo, Simon Mpata et Omari Amonde ont tenté de s'organiser. Des proches de Tingatinga ont également rejoint ce groupe. En 1977, le « Tingatinga Partnership » est fondé. Ses membres sont :
1. Salum Mussa (« Mzee Lumumba »)
2. Hashimu Mruta
3. Omari Amonde
4. Saïdi Mohamed Chilamboni
5. Zaburi (Z.) Chimwanda
6. Hassani Kamalé
7. Mwidadi Awazi (le frère cadet de Mruta)
8. Rajabu Chiwaya
9. Abdul Mkura (le frère d'Amonde)
10. Adeusi Mandu
11. Issa du ciel
12. John Kainne
13. Rachid Milanzi
14. Abbas Wasia Mchisa
15. Japhary nasombe
16. Philippe Milanzi

La deuxième génération de peintres de Tingatinga comprend également Omary Adam, Jaffari Aussi, Damian Msagula et Mohamed Wasia Charinda (le frère cadet d'Abbas Wasia Mchisa).
Après la fondation du « Partenariat », le groupe s'agrandit régulièrement ; en 1979, il compte 42 membres. Certains artistes ont également quitté le groupe pour travailler de manière indépendante (Msagula, Jaffary, David Mzuguno) ou pour former de nouveaux groupes indépendants, dont les plus importants existent encore aujourd'hui au Village Museum et à la Slipway à Dar ; un est fondé plus tard à Bagamoyo.

### «Tingatinga Arts Cooperative Society (TACS) Ltd.»

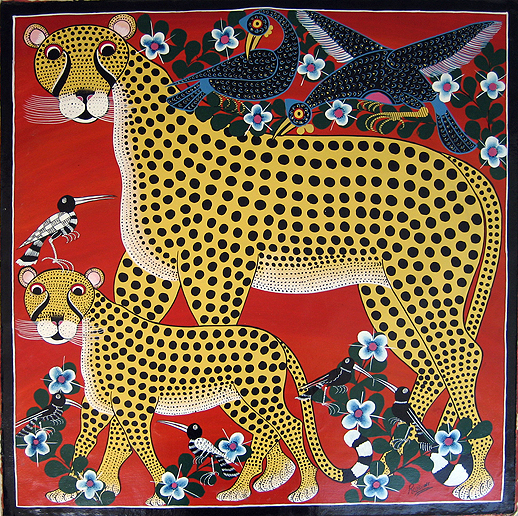
Rubuni, Léopards.

Dans les années 1990, de nouvelles tendances émergent au sein du style Tingatinga, en réponse aux transformations que la société tanzanienne a subies après l'indépendance. De nouveaux sujets liés à la nouvelle société urbaine et multiethnique de Dar es Salaam (par exemple, les rues et les places bondées et animées) sont introduits, ainsi que des nouveautés techniques occasionnelles telles que l'utilisation de la perspective.
Après la fin du socialisme en Tanzanie, la « Tingatinga Arts Cooperative Society (TACS) Ltd. » est finalement fondée en 1990. Elle compte (en 2017) 63 membres officiels. Plusieurs parents et étudiants des membres travaillent également dans le bâtiment de l'atelier construit en 1996 par l'ONG suisse Helvetas Swiss Intercooperation, certains d'entre eux maintenant à l'extérieur, dans une zone couverte, car l'espace intérieur est devenu trop étroit pour la centaine de peintres. La « deuxième génération » est désormais l'enseignante de la troisième.
Les représentants les plus importants et, ces dernières années, les plus performants du TACS sont : le fils unique de Tingatinga, Daudi Tingatinga (1966-2015), Mohamed Charinda (* 1947), Abdul Mkura (* 1954), Mbwana Sudi (1961-2014), Stephen Mkumba (* 1963), Abdallah Saïdi Chilamboni (* 1969), Agnès Mwidadi Mpata (* 1968), Saidi Omary (1979-2017) et Mwamedi Chiwaya (* 1979). John Kilaka (* 1966) est un artiste réputé de Tingatinga, issu de l’école du Village Museum, surtout connu pour ses livres illustrés avec imagination.
La Tingatinga Arts Cooperative Society a lancé son propre site Web en mai 2018 : www.tingatingaart.com.
Outre les artistes organisés en groupes, il existe un grand nombre de peintres libres qui tentent de vendre leurs œuvres dans les rues de Dar (surtout dans l'impasse du TACS), ainsi que dans les centres touristiques et sur Zanzibar (pays). La qualité est très variable.
Des faux d'Edward Saidi Tingatinga ont été peints plus tard et trouvés sur le marché de l'art. En raison de sa courte vie artistique, Tingatinga n'a laissé qu'un nombre relativement restreint de tableaux, qui sont recherchés par les collectionneurs. Aujourd'hui, on sait que des contrefaçons ont été produites à partir de toutes ses peintures célèbres comme le Lion, le Paon sur le baobab, l'Antilope, le Léopard, le Buffle ou le Singe.

## Caractéristiques

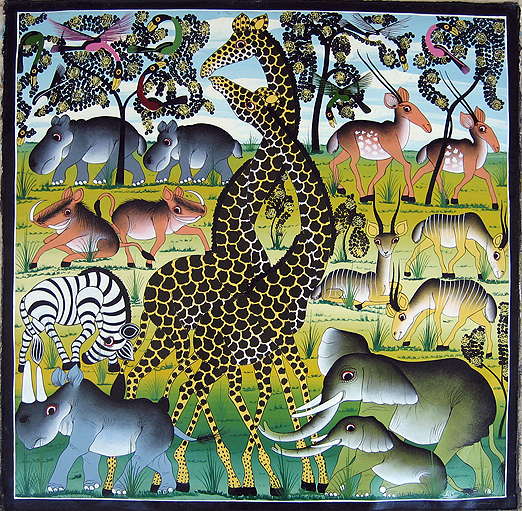
Ally.

La peinture tingatinga traite des formes que l'aire culturelle de l'Afrique de l'Est a développées au cours des siècles. En termes de motifs, elle traite des scènes quotidiennes ainsi que des rituels et de sujets importants pour la Tanzanie d'aujourd'hui. La magie et la sorcellerie occupent une place importante en tant que phénomènes culturels enracinés et présents dans la réalité quotidienne tanzanienne.
On trouve encore plus fréquemment des représentations animales - assez souvent dans des scènes calmes - qui sont incrustées dans des paysages tanzaniens ou imaginaires. Parfois, les animaux peuvent être affectés à la fois à des domaines de la vie apparemment réels et symboliques. Les parties du visage des animaux représentés rappellent souvent le langage formel des masques et intègrent ainsi la peinture dans une tradition culturelle ancienne.
Certains motifs sont réapparus depuis le début de la peinture Tingatinga. De nombreux tableaux se caractérisent par une simplicité impressionnante, sans tomber dans le « naïf » : « Leur coloration est trop individuelle, leurs schémas de composition sont trop vifs, leurs lignes trop distinctives et rythmées. »,

## Technique

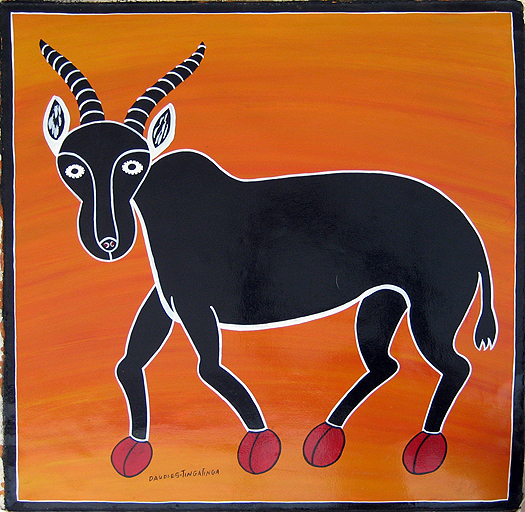
E. S. TingaTinga, Daudi.

Edward Saidi Tingatinga a utilisé des matériaux simples. Un panneau de fibres dur de 3 mm du bâtiment sert de support, découpé en planches carrées (« peinture carrée »). Sur le côté lisse, il utilise des pinceaux grossiers et plats du bâtiment pour peindre le fond, généralement d'une seule couleur, parfois la partie supérieure un peu plus claire que la partie inférieure. Il esquisse le motif avec des pinceaux ronds plus fins et rempli les zones résultantes avec des pinceaux ronds un peu plus grossiers. Des pinceaux très fins pour les détails ne sont que rarement disponibles, il se contente parfois de cotons-tiges.
Initialement, Tingatinga utilisait du vernis pour vélo, qui était facilement disponible, et plus tard de la peinture à base d'huile, également disponible en bidons de 1/2 litre dans de nombreuses couleurs dans les quincailleries et pouvant être diluée et lavée avec un diluant à peinture, du pétrole ou même du kérosène. La peinture sèche lentement, c'est pourquoi un temps de séchage long est toujours nécessaire entre les étapes de travail. En fin de compte, on obtient l'image a l'éclat et la luminosité caractéristiques.
Le tableau est cloué à l'arrière sur un cadre en bois étroit. Le cadre était peint en couleur, l'intérieur faisant face à l'image dans une couleur différente de l'extérieur et de l'avant, créant un léger effet tridimensionnel.
Ce n'est qu'en 1989, à l'initiative de Charinda, que le panneau dur est remplacé par du tissu tendu sur un simple cadre en bois, ce qui permet de nouveaux formats. De plus, dès lors, les peintures peuvent être sorties du cadre et roulées pour un transport facile. Comme les clients étaient (et sont) principalement des touristes et des expatriés, c'était très pratique. Les premiers tissus, cependant, étaient souvent très minces, de sorte que les épaisses couches de peinture se cassaient parfois, surtout dans le froid européen. Depuis plusieurs années, la coopérative achète une toile plus stable pour tous les peintres du marché, ainsi que les peintures et pinceaux. Les très bons pinceaux sont toujours un souvenir populaire d'Europe.
Comme le cadre en bois, qui était auparavant également cloué n'était plus disponible, les artistes l'ont d'abord remplacé pendant de nombreuses années par un cadre peint en noir, souvent complété par un cadre intérieur blanc plus fin, une caractéristique des tableaux Tingatinga jusqu'aux environs de 2010. Depuis, ce cadre disparaît de plus en plus.
Les peintres tingatinga n'utilisent pas de chevalet : l'extrémité supérieure de la peinture est posée sur un petit bureau, l'extrémité inférieure repose sur les cuisses de l'artiste.

## Influences

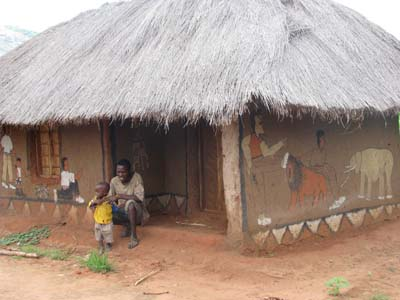
Peintures murales à Ngapa, le village du père de Tingatinga.

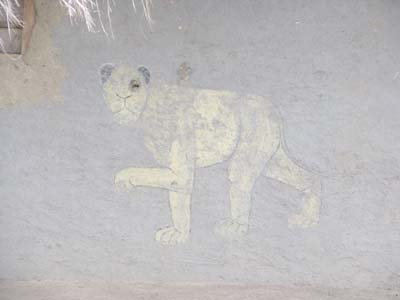
Peintures murales de Ngapa représentent des animaux dans un style naïf qui pourrait ressembler à l'art Tingatinga.

Il existe une controverse pour savoir si le style de Tingatinga est complètement original ou dérivé des formes traditionnelles de l'Afrique de l'Est. Dans son article Founder Tingatinga and His Followers, le critique suédois Berit Sahlström a affirmé que Tingatinga était originaire du Mozambique et a ainsi suggéré que son style pourrait avoir des liens avec le Mozambique moderne. Cette origine mozambicaine est néanmoins rejetée par la plupart des chercheurs et par la Société Tingatinga.
Le marchand d'art Yves Goscinny a suggéré qu'Edward Tingatinga aurait pu être influencé par les peintures congolaises vendues à Dar es Salaam à son époque : « En cherchant des opportunités de travail, Tingatinga a remarqué de nombreuses peintures du Congo qui étaient dans le Les magasins de la ville ont été vendus et ont décidé de tenter sa chance ». La source d'origine est probablement Merit Teisen (« Pour survivre, le désespéré ES Tingatinga a eu l'idée de faire des peintures à vendre »). Dans un article publié en 1984, elle affirme également qu'Edward Tingatinga a décoré deux murs d'une maison contre rémunération avant de commencer à peindre sur les petits panneaux. Mais des raisons économiques ne peuvent à elles seules expliquer la tradition de décorer les murs des maisons au sein de la même communauté à Dar es Salaam telle que documentée et photographiée par Jesper Kirknaes. Cette communauté se composait principalement d'immigrants des peuples Makondé et Makua qui ont apporté leurs traditions avec eux dans la capitale des affaires de la Tanzanie dont les décorations murales traditionnelles de leurs huttes. Ces peintures ont été vues pour la première fois par Karl Weule en 1906 et décrites dans son livre Negerleben in Ostafrika. En 2010, Hanne Thorup a interviewé Omary Amonde, un élève d'Edward Tingatinga. Il a confirmé que Tingatinga peignait déjà sur les murs des huttes lorsqu'il était jeune garçon (environ 12 ans).
L'affirmation de Merete Teisen concernant la décoration des murs des maisons par Tingatinga pourrait également être interprétée comme un indice d'une autre origine des peintures de Tingatinga. L'ethnologue Jesper Kirknaes et le conservateur de peinture japonaise Kenji Shiraishi, ainsi que des voyageurs modernes, ont vu et documenté ces peintures dans plusieurs endroits du sud de la Tanzanie, notamment à Ngapa, un village où vivent encore de nombreux parents du père de Tingatinga, comme attestées par Daniel Augusta, qui a visité le village de Ngapa en 2009. Bien que la riche tradition de la peinture murale Makua soit connue, l'art Tingatinga est présenté au public comme une forme artistique sans aucune racine historique. L'article de Berit Sahlström « Tingatinga et ses disciples », par exemple, cherche à élucider le style Tingatinga dans une connexion comparative avec l'art moderne de l'Afrique du Sud-Est (par ex. B. Malangatana, Idasse, José Caverinha et John Muafangejo ). Jesper Kirknaes a également documenté ces peintures réalisées à Dar es Salaam par des migrants Makua et Makondé. Shiraishi est l'un des érudits qui ont le plus fermement soutenu la théorie selon laquelle l'art de Tingatinga est lié aux peintures murales traditionnelles des Makuas. Entre autres considérations, Shiraishi a observé qu'il est peu probable qu'un style ait émergé et se soit répandu si rapidement dans la plupart des pays d'Afrique de l'Est sans aucun lien avec l'art traditionnel. Il a affirmé que ses études fournissaient des preuves de cette affirmation.
Élaborant davantage sur l'hypothèse de la peinture Makua, Shiraishi a également suggéré un lien entre les murs de la hutte, la peinture et les peintures rupestres traditionnelles, une forme d'art qui en Afrique s'est poursuivie après l'âge de la pierre jusqu'au moins au XIXe siècle. Sur cette base, Shiraishi conclut que l'art Tingatinga pourrait être considéré comme la « tendance artistique la plus longue de tous les temps ».

## Tingatinga et George Lilanga
Bien que l'artiste tanzanien de renommée internationale George Lilanga n'ait pas été élève de l'école Tingatinga, ni membre de la Tingatinga Society, il est connu pour avoir fréquenté des artistes Tingatinga et une certaine influence de Tingatinga est évidente dans son travail, en ce qui concerne la peinture (une forme d'art que Lilanga a approchée en 1974). Cette influence a été reconnue par Lilanga lui-même dans une interview avec Kenji Shiraishi, spécifiquement en référence à l'utilisation de la peinture-émail et des panneaux de fibres durs carrés. En plus d'utiliser des matériaux et des techniques adoptés à l'origine par les peintres Tingatinga, l'art de Lilanga ressemble à Tingatinga également dans son utilisation de couleurs vives et son style de composition, qui partage l'horror vacui de l'art Tingatinga. Il a été suggéré que Lilanga (qui était à l'origine un sculpteur) a en fait appris à peindre des peintres Tingatinga tels que Noel Kapanda et plus tard Mchimbi Halfani, qui a collaboré avec lui. La collaboration entre Lilanga et Kapanda a duré plusieurs années.
Les œuvres d'art de George Lilanga ont été exposées avec les œuvres d'art de Tingatinga à plusieurs reprises - l'une des dernières expositions a eu lieu à la Stadtgalerie à Ahlen. Des œuvres d'art de Noel Kapanda ont également été exposées, qui ont été signées du nom de George Lilanga, qui a été souligné dans la légende sous les peintures. George Lilanga a voyagé au Japon à plusieurs reprises avec Noel Kapanda, le peintre Tingatinga, et y a tenu des expositions. L'organisateur était Kenji Shiraishi, auteur d'un livre intitulé Tingatinga and Lilanga.